# Pterostichus gregalis
Pterostichus gregalis är en skalbaggsart som beskrevs av Thomas Casey. Pterostichus gregalis ingår i släktet Pterostichus och familjen jordlöpare. Inga underarter finns listade i Catalogue of Life.